# Список лідерів кінопрокату України 2017
Список лідерів кінопрокату України 2017 містить анотоване перерахування лідерів бокс-офісу України для фільмів, що вперше вийшли в український кінопрокат протягом календарного року 2017 та які за всю свою прокатну історію в Україні зібрали суму у понад $1 млн. 
Список включає збори, зароблені фільмами під-час продажу квитків у кінотеатрах; прибуток від VHS/DVD/Blu-Ray/Video-on-demand, показу на ТБ тощо не враховується. Суми вказуються у доларах США і не враховують інфляцію. Якщо не вказано іншого джерела, суми касових зборів наведені за даними сайту Box Office Mojo.
| #  | Назва фільму                             | Країна         | Збори в Україні, $ |
| -- | ---------------------------------------- | -------------- | ------------------ |
| 1  | Пірати Карибського моря: Помста Салазара | США            | 3 673 723          |
| 2  | Джуманджі: Поклик джунглів               | США            | 3 606 430          |
| 3  | Вартові галактики 2                      | США            | 2 536 952          |
| 4  | Тор: Раґнарок                            | США            | 2 471 643          |
| 5  | Форсаж 8                                 | США            | 2 407 647          |
| 6  | Нікчемний Я 3                            | США            | 2 355 988          |
| 7  | Вбивство у «Східному експресі»           | США            | 1 928 145          |
| 8  | Бебі бос                                 | США            | 1 815 450          |
| 9  | Фердинанд                                | США            | 1 813 554          |
| 10 | Мумія                                    | США            | 1 757 475          |
| 11 | Зоряні війни: Останні джедаї             | США            | 1 732 820          |
| 12 | Трансформери: Останній лицар             | США            | 1 630 808          |
| 13 | Людина-павук: Повернення додому          | США            | 1 628 395          |
| 14 | Красуня і Чудовисько                     | США            | 1 597 164          |
| 15 | П'ятдесят відтінків темряви              | США            | 1 595 224          |
| 16 | Кредо вбивці                             | США, Франція   | 1 484 906          |
| 17 | Ліга справедливості                      | США            | 1 438 545          |
| 18 | Воно                                     | США            | 1 433 143          |
| 19 | Лоґан: Росомаха                          | США            | 1 388 558          |
| 20 | Валеріан та місто тисячі планет          | Франція        | 1 365 831          |
| 21 | Конг: Острів Черепа                      | США            | 1 326 965          |
| 22 | Король Артур: Легенда меча               | США, Австралія | 1 306 205          |
| 23 | Кінгсман: Золоте кільце                  | США            | 1 282 586          |
| 24 | Геошторм                                 | США            | 1 226 808          |
| 25 | Велика стіна                             | США, КНР       | 1 212 133          |
| 26 | Три ікси: Реактивізація                  | США            | 1 183 410          |
| 27 | Коко                                     | США            | 1 178 801          |
| 28 | Той, хто біжить по лезу 2049             | США            | 1 135 016          |
| 29 | Тачки 3                                  | США            | 1 122 918          |
| 30 | Дуже погані матусі 2                     | США            | 1 026 514          |